# Regula Bochsler
Regula Bochsler (* 1958 in Zürich) ist eine Schweizer Historikerin, Künstlerin und TV-Journalistin.

## Leben
Regula Bochsler studierte Geschichte und Politologie  an der Universität Zürich. Sie dissertierte zusammen mit Sabine Gisiger zur sozialen Situation von städtischen Hausangestellten in der deutschen Schweiz des 20. Jahrhunderts, auf einen Drittel gekürzt 1989 erschienen im Chronos Verlag unter dem Titel Dienen in der Fremde.
Ende der Achtziger Jahre war Bochsler im Vorstand der IG Rote Fabrik aktiv, heute engagiert sie sich für junge Asylsuchende in Zürich im Rahmen des Projekts Welcome to school.
Ab 1987 arbeitete Bochsler während zehn Jahren beim Schweizer Fernsehen SRF (heute Schweizer Radio und Fernsehen). Sie begann als Redaktorin und Moderatorin bei Seismo und Seismo Nachtschicht. Später war Bochsler Redaktorin und Produzentin von Zebra, Moderatorin des Sonntags-Gesprächs, Redaktorin bei der Rundschau und Reporterin für 10vor10, Kassensturz und 3sat-Kulturzeit. Als Autorin erstellte sie verschiedene Dokumentationen für Spuren der Zeit. 2004 kehrte sie zum SRF zurück und übernahm die Leitung der Redaktion Kultur aktuell. Sie beteiligte sich an der Entwicklung der Sendungen Kulturplatz und kino aktuell, die sie beide bis 2011 leitete. Seit 2012 ist sie freischaffend tätig als Autorin, Historikerin und Künstlerin. Ihr Projekt The rendering eye: Urban America Revisited wurde weltweit ausgestellt.
Bochsler hat einen Sohn mit dem Historiker Philipp Sarasin. Sie lebt und arbeitet in Zürich.

## Werk
2022 veröffentlichte Regula Bochsler die Ergebnisse ihrer Recherche in die Geschichte der Emser Werke unter dem Titel Nylon und Napalm. Sie zeigte darin detailliert, wie der Firmengründer Werner Oswald der Ems-Vorgängerfirma Holzverzuckerungs-AG (Hovag) in den 1950er Jahren mithilfe deutscher Berater und Spezialisten mit NS-Vergangenheit eine Kunstfaserproduktion aufbaute und auch ins Waffengeschäft einstieg. Die 1941 gegründete Firma hatte bis 1956 einen Ersatztreibstoff produziert, der nach dem Krieg dem importierten Benzin beigemischt worden war, wofür es Schweizer Subventionen gab. Als die Subventionen eingestellt wurden, entwickelte die Firma als Alternative das Produkt Opalm, eine Napalm-Variante, die später in Kriegen in Burma, Indonesien und in Jemen eingesetzt wurde. Die heutige Leiterin des Unternehmens Magdalena Martullo-Blocher, die auch SVP-Nationalrätin ist, hatte Bochsler keinen Zugang zum Firmenarchiv gewährt. Bochsler hatte stattdessen im Bundesarchiv in Bern recherchiert, wo sich wegen der staatlichen Subventionen dreizehn Laufmeter Firmenakten zur Hovag befinden. Daneben nutzte sie Dutzende inländische und ausländische Archive. Mit Christoph Blocher, der 1972 in die Firma eintrat und sie später kaufte, konnte Bochsler zwar ausführlich sprechen, doch bei den heiklen Fragen nach Napalm, Raketen und alten Nazis machte der Unternehmer „Erinnerungslücken“ geltend.
Bochslers Buch warf insbesondere deswegen Fragen auf, da die offizielle Firmengeschichte der Ems-Chemie, die 2011 anlässlich des 75-Jahr-Jubiläums erschien, Opalm und die Emser Raketentechnologie nicht erwähnt.  Marc Tribelhorn schrieb in der Neuen Zürcher Zeitung, Bochsler Studie sei mehr als die Rekonstruktion eines Einzelunternehmens, es erzähle auch ein Kapitel Nachkriegsgeschichte. Es lese sich wie ein Spionageroman, mit schillernden Figuren und zwielichtigen Geschäften. Er bemängelte aber auch die Detailverliebtheit der Studie. Urs Hafner bezeichnete das Buch in der Sonntagsausgabe der Neuen Zürcher Zeitung als „Wirtschaftskrimi“ und „Rakete mit knapp fünfzig Zündstufen“, wobei er sich auf die zahlreichen Kapitel des Werks bezieht. Bochslers Untersuchung sei „fulminant“, eine „passagenweise auch witzig formulierte“ Geschichte der Emser Werke. Er kritisierte aber auch: „Bochsler dagegen sieht mit beiden Augen so scharf, dass sie mehr als einmal an einem Detail hängenbleibt, das für sich spannend ist, aber für die Gesamtschau wenig zur Sache tut.“

## Publikationen
- 2022: Nylon und Napalm. Die Geschäfte der Emser Werke und ihres Gründers Werner Oswald. Verlag Hier und Jetzt, Zürich, ISBN 978-3-03919-569-5.
- 2014: Essay in Historische Begegnungen, Verlag Hier und Jetzt, Zürich, ISBN 978-3-03919-324-0.[16]
- 2014: The rendering eye: Urban America Revisited, mit Philipp Sarasin, Edition Patrick Frey. Zürich, ISBN 978-3-905929-54-6.[17]
- 2014: Schulprojekt Sekundarschule Horgen im Rahmen von Zeitreise Zürich[18]
- 2012: Unternehmensgeschichte der Migros. Pavillon im Orangen Garten, Zürich-Rüschlikon.[19]
- 2004: Ich folgte meinem Stern. Das kämpferische Leben der Margarethe Hardegger, Pendo Verlag, ISBN 3-85842-573-7.[20]
- 2004: Wertes Fräulein, was kosten Sie? Prostitution in Zürich, 1875-1925, mit Patrick Kury und Philipp Sarasin, Verlag Hier und Jetzt, Zürich, ISBN 978-3-906419-70-1.
- 2002: Leaving reality behind. The battle for the soul of the internet / etoy vs Etoys.com & other battles to control cyberspace, mit Adam Wishart, Forth Estate 2002, Harper Collins 2003.[21]
- 1998: 100 Jahre Schweizer Werbefilm[22], Museum für Gestaltung Zürich, ISBN 978-3-907065-74-7.
- 1989: Regula Bochsler, Sabine Gisiger, Dienen in der Fremde. Dienstmädchen und ihre Herrschaften in der Schweiz des 20. Jahrhunderts, Chronos Verlag Zürich, ISBN 3-905278-41-3.
- 1988: Und führe uns nicht in Versuchung. Katalog zur Ausstellung im Museum für Gestaltung Zürich.

## Filme
- 1992: Kilos, Kurven und Kosmetik[23]", Dokumentarfilm, zusammen mit Pascal Derungs, Spuren der Zeit[24]
- 1993: Helden vom Himmel: Amerikanische Internierte in der Schweiz 1943/1945 mit Pascal Derungs, Spuren der Zeit, SRF.
- 1994: Vom Holzherd zur Einbauküche, mit Pascal Derungs, Spuren der Zeit, SRF.
- 1995: Automania: Von der Autopest zur Autobahn, mit Pascal Derungs, Spuren der Zeit, SRF.
- 2003: Radiogeschichten: Pioniere, Piraten und der Fall des Monopols, Spuren der Zeit, SRF.
- 1991: Immer und ewig, Spielfilm von Samir als Nebendarstellerin.
- 2017: Die Gentrifizierung bin ich, Dokumentarfilm von Thomas Haemmerli als Mitbewohnerin in der gemeinsamen WG.

## Ausstellungen
- 2014: The Rendering Eye, Architekturforum Zürich[25]
- 2003: Wertes Fräulein, was kosten Sie? Prostitution in Zürich, 1875-1925. Museum Bärengasse Zürich.[26]
- 1998: 100 Jahre Schweizer Werbefilm, mit Pascal Derungs. Museum für Gestaltung.[27]

## Auszeichnungen
- 2013 Migros-Kulturprozent Werkbeitrage Digitale Kultur für Redering Eye[28]
- 1988 Mit dem Team Seismo Nachtschicht den Stern des Jahres der Zeitschrift Tele.